# Дужа (Юрчак) Марія Павлівна
Марія Дужа (Юрчак) (псевдо: Марійка, Квік, Наталка, Долинецька) — учасниця підпілля, секретар відділу пропаганди ОУН.
Перша дружина Петра Дужого, українського письменника, референта пропаганди ОУН, почесного громадянина Львова.

## Біографія

### Родина
Марія Дужа (Юрчак) народилася в селі Халупки Медицькі (Перемишльського повіту) 19 жовтня 1921 року, у сім'ї Павла та Ганни Юрчаків. Мала трьох молодших сестер: Ольгу, Теодозію (Дозю) та Анну (Нусю). Ольга та Теодозія були задіяні до підпільної діялності в УПА і разом з батьками репресовані радянською владою. Батько Марії, Павло Юрчак, був засновником Рідної школи в Халупках Медицьких, а його брат о. Петро Юрчак — греко-католицьким священником у селі Ляшки Довгі (1917-1944) та містодеканом в Ярославському деканаті. Марія Юрчак була двоюрідною сестрою (по матері Анні) Ярослава Коцьолки, поручника УПА, Лицаря Бронзового Хреста Бойової Заслуги. 

### Освіта та робота
Початкову освіту отримала в Медиці. Потім два роки (1933-1935) навчалась в Українській державній гімназії в Перемишлі після чого перейшла в Український інституті для дівчат у Перемишлі який закінчила у 1938 році. Поступила до педучилища в Стрию. Після його закінчення 1940 року вчителювала в селі Гірному (Сколівського р-ну Львівської обл).
У протоколі допиту НКВД Марії Юрчак зазначено, що з 1 листопада 1941 вона працювала секретарем в Українському Червоному Хресті (УЧХ) в Стрию. Після того як березні 1942 року УЧХ в Стрию влився в Український Центральний Комітет, Марія Юрчак була відправлена Комітетом на курси працівників референтури молоді в місті Криниця. Після перебування там півтора місяці повернулась до Стрия і була призначена в окружну референтуру в якості помічника референта молоді. В 1943 працювала у Львові, де й познайомилась з Петром Дужим. 

### Робота з молоддю
12-30 серпня 1942 року Марія Юрчак була комендантом дівочого табору української молоді в Синевидьску Вижньому (сучасна назва села Верхнє Синьовидне). Табір організував Стрийський Комітет для своєї округи, а саме для Ходорівщини, Миколаївщини, Жидачівщини і Стрийщини. Табір ділився на дві частини: дівочий (під проводом Марії Юрчак) і хлопячий під проводом о. Дубицького і обозного В. Манькова. Учасниць 28, учасників 42. Всі були переважно із сіл і початківцями в таборуванні. На таборі виклади гутірки, були спортові вправи та ігри, навчали плаванню, впорядю, і разом із цим готувались до окружних легкоатлетичних змагань у Стрию. Учасники відбули кілька прогульок у гори: на гору Ключ, місце бою УСС, до славної скелі печери Довбуша Бубнища та ін. Фотографії з особистого альбому Марії  Юрчак свідчать, що була мандрівка також і до скель в селі Уричі — Тустань. Табори містилися в будинку громадського уряду та в школі.

### Захоплення спортом
Як свідчать фотографії з особистого альбому, а також згадки у пресі, Марія Юрчак захоплювалась легкою атлетикою. Займала призові місця з метання кулі та диска на Крайових легкоатлетичних змаганнях у Львові (5-6 вересня 1942 року) та Окружних легкоатлетичних змаганнях у Стрию (23 серпня 1942). Виступала за стрийську команду «Скала».

### Підпілля та арешт
З 1943 року Марія переходить у підпілля, видає та розповсюджує літературу ОУН–УПА. 17 березня 1945 року одружилась з Петром Дужим у церкві села Дев'ятники (Жидачівського району, Львівської області).
4 червня 1945 році (будучи вагітною) затримана більшовиками у криївці в селі Дев'ятники. НКВД, використавши газову гранату, разом з Марією непритомними затримало її чоловіка Петра Дужого, його брата Миколу Дужого, Мирослава Мартина (двоюрідного брата Дужих по матері), Дмитра Сусіка, Миколу Філіповського та Івана Пеленського. Під час затримання у криївці загинув повстанець Медвідь.

### Ув'язнення і заслання

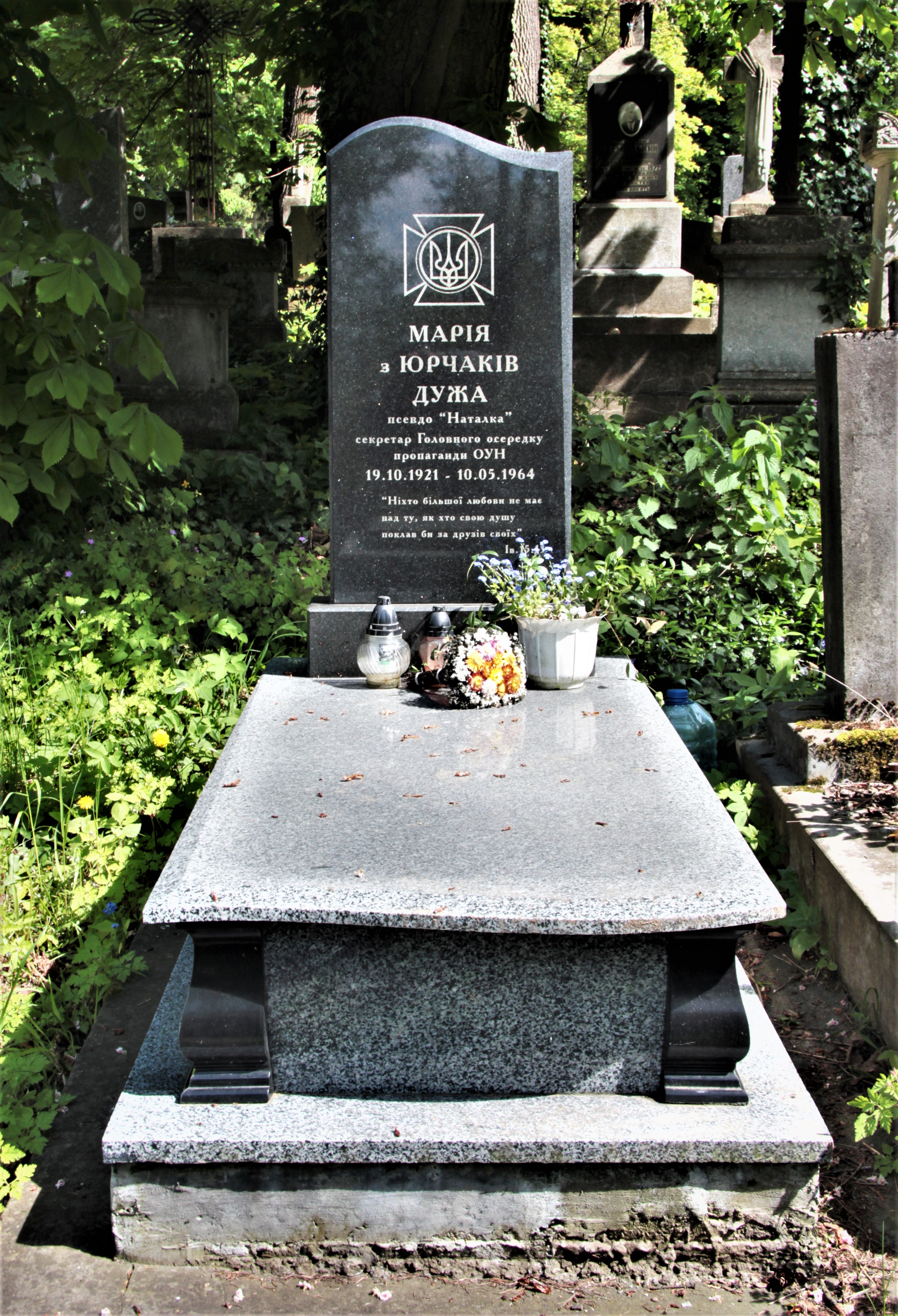
Нагробок на могилі Марії Дужої (з Юрчаків).

Після арешту Марія перебувала в ізоляторі попереднього слідства у Брюховичах, камері посиленого режиму в тюрмі на Лонцького у Львові. Далі – пересильні пункти, холодні бараки концтаборів. Марію засудили до 25 років позбавлення волі й відправили в режимний Мінлаг – спецтабір Мінеральний, що був частиною всесоюзного ГУЛАГУ. В тюрмі народила доньку Софію Дужу. Ув'язнені разом з Марією Юрчак жінки намагалися допомагати у догляді дитини в загальній камері. Через погані умови побуту Софія Дужа померла проживши лише 11 місяців. В ув'язнення в Інті провела 10 років, після звільнення жила у Воркуті. Через заборону повертатись до Львова, разом з чоловіком Петром Дужим проживала в Запоріжжі, де в сім'ї народилося двоє доньок: Лариса та Мирослава. 10 травня 1964 року через хворобу померла в Запоріжжі. Завдяки старанням чоловіка Петра Дужого тіло Марії вдалось перевезти до Львова і 12 травня 1964 року поховати на 15 полі Личаківського  кладовища.